# Open Sud de France
Open Sud de France (cunoscut anterior drept Grand Prix de Tennis de Lyon) este un turneu profesionist de tenis pentru bărbați, care se joacă pe terenuri acoperite cu suprafață dură. În prezent, face parte din seria ATP Tour 250 a ATP Tour. Din 1987 până în 2009, a avut loc anual la Palatul Sporturilor din Lyon, Franța, în luna octombrie. În 2010 a fost mutat la Montpellier.
Turneul este unul dintre cele patru evenimente franceze ale seriei ATP Tour 250, împreună cu Open 13, Moselle Open și Lyon Open.

## Rezultate

### Simplu
| Oraș gazdă  | An   | Campion               | Finalist              | Scor                    |
| ----------- | ---- | --------------------- | --------------------- | ----------------------- |
| Lyon        | 1987 | Yannick Noah          | Joakim Nyström        | 6–4, 7–5                |
| Lyon        | 1988 | Yahiya Doumbia        | Todd Nelson           | 6–4, 3–6, 6–3           |
| Lyon        | 1989 | John McEnroe          | Jakob Hlasek          | 6–3, 7–6                |
| Lyon        | 1990 | Marc Rosset           | Mats Wilander         | 6–3, 6–2                |
| Lyon        | 1991 | Pete Sampras          | Olivier Delaître      | 6–1, 6–1                |
| Lyon        | 1992 | Pete Sampras (2)      | Cédric Pioline        | 6–4, 6–2                |
| Lyon        | 1993 | Pete Sampras (3)      | Cédric Pioline        | 7–6(7–5), 1–6, 7–5      |
| Lyon        | 1994 | Marc Rosset (2)       | Jim Courier           | 6–4, 7–6(7–2)           |
| Lyon        | 1995 | Wayne Ferreira        | Pete Sampras          | 7–6(7–2), 5–7, 6–3      |
| Lyon        | 1996 | Evgheni Kafelnikov    | Arnaud Boetsch        | 7–5, 6–3                |
| Lyon        | 1997 | Fabrice Santoro       | Tommy Haas            | 6–4, 6–4                |
| Lyon        | 1998 | Àlex Corretja         | Tommy Haas            | 2–6, 7–6(8–6), 6–1      |
| Lyon        | 1999 | Nicolás Lapentti      | Lleyton Hewitt        | 6–3, 6–2                |
| Lyon        | 2000 | Arnaud Clément        | Patrick Rafter        | 7–6(7–2), 7–6(7–5)      |
| Lyon        | 2001 | Ivan Ljubičić         | Younes El Aynaoui     | 6–3, 6–2                |
| Lyon        | 2002 | Paul-Henri Mathieu    | Gustavo Kuerten       | 4–6, 6–3, 6–1           |
| Lyon        | 2003 | Rainer Schüttler      | Arnaud Clément        | 7–5, 6–3                |
| Lyon        | 2004 | Robin Söderling       | Xavier Malisse        | 6–2, 3–6, 6–4           |
| Lyon        | 2005 | Andy Roddick          | Gaël Monfils          | 6–3, 6–2                |
| Lyon        | 2006 | Richard Gasquet       | Marc Gicquel          | 6–3, 6–1                |
| Lyon        | 2007 | Sébastien Grosjean    | Marc Gicquel          | 7–6(7–5), 6–4           |
| Lyon        | 2008 | Robin Söderling (2)   | Julien Benneteau      | 6–3, 6–7(5–7), 6–1      |
| Lyon        | 2009 | Ivan Ljubičić (2)     | Michaël Llodra        | 7–5, 6–3                |
| Montpellier | 2010 | Gaël Monfils          | Ivan Ljubičić         | 6–2, 5–7, 6–1           |
| Montpellier | 2011 | Nu s-a ținut          | Nu s-a ținut          | Nu s-a ținut            |
| Montpellier | 2012 | Tomáš Berdych         | Gaël Monfils          | 6–2, 4–6, 6–3           |
| Montpellier | 2013 | Richard Gasquet (2)   | Benoît Paire          | 6–2, 6–3                |
| Montpellier | 2014 | Gaël Monfils (2)      | Richard Gasquet       | 6–4, 6–4                |
| Montpellier | 2015 | Richard Gasquet (3)   | Jerzy Janowicz        | 3–0, ret.               |
| Montpellier | 2016 | Richard Gasquet (4)   | Paul-Henri Mathieu    | 7–5, 6–4                |
| Montpellier | 2017 | Alexander Zverev      | Richard Gasquet       | 7–6(7–4), 6–3           |
| Montpellier | 2018 | Lucas Pouille         | Richard Gasquet       | 7–6(7–4), 6–4           |
| Montpellier | 2019 | Jo-Wilfried Tsonga    | Pierre-Hugues Herbert | 6–4, 6–2                |
| Montpellier | 2020 | Gaël Monfils (3)      | Vasek Pospisil        | 7–5, 6–3                |
| Montpellier | 2021 | David Goffin          | Roberto Bautista-Agut | 5–7, 6–4, 6–2           |
| Montpellier | 2022 | Alexander Bublik      | Alexander Zverev      | 6–4, 6–3                |
| Montpellier | 2023 | Jannik Sinner         | Maxime Cressy         | 7–6(7–3), 6–3           |
| Montpellier | 2024 | Alexander Bublik (2)  | Borna Coric           | 5–7, 6–2, 6–3           |
| Montpellier | 2025 | Félix Auger-Aliassime | Aleksandar Kovacevic  | 6–2, 6–7(7–9), 7–6(7–2) |

### Dublu
| Oraș gazdă  | An   | Campion                                   | Finalist                             | Scor                    |
| ----------- | ---- | ----------------------------------------- | ------------------------------------ | ----------------------- |
| Lyon        | 1987 | Guy Forget Yannick Noah                   | Kelly Jones David Pate               | 4–6, 6–3, 6–4           |
| Lyon        | 1988 | Brad Drewett Broderick Dyke               | Michael Mortensen Blaine Willenborg  | 3–6, 6–3, 6–4           |
| Lyon        | 1989 | Eric Jelen Michael Mortensen              | Jakob Hlasek John McEnroe            | 6–2, 3–6, 6–3           |
| Lyon        | 1990 | Patrick Galbraith Kelly Jones             | Jim Grabb David Pate                 | 7–6, 6–4                |
| Lyon        | 1991 | Tom Nijssen Cyril Suk                     | Steve DeVries David Macpherson       | 7–6, 6–3                |
| Lyon        | 1992 | Jakob Hlasek Marc Rosset                  | Neil Broad Stefan Kruger             | 6–1, 6–3                |
| Lyon        | 1993 | Gary Muller Danie Visser                  | John-Laffnie de Jager Stefan Kruger  | 6–3, 7–6                |
| Lyon        | 1994 | Jakob Hlasek (2) Evgheni Kafelnikov       | Martin Damm Patrick Rafter           | 6–7, 7–6, 7–6           |
| Lyon        | 1995 | Jakob Hlasek (3) Evgheni Kafelnikov (2)   | John-Laffnie de Jager Wayne Ferreira | 6–3, 6–3                |
| Lyon        | 1996 | Jim Grabb Richey Reneberg                 | Neil Broad Piet Norval               | 6–2, 6–1                |
| Lyon        | 1997 | Ellis Ferreira Patrick Galbraith          | Olivier Delaître Fabrice Santoro     | 3–6, 6–2, 6–4           |
| Lyon        | 1998 | Olivier Delaître Fabrice Santoro          | Tomás Carbonell Francisco Roig       | 6–2, 6–2                |
| Lyon        | 1999 | Piet Norval Kevin Ullyett                 | Wayne Ferreira Sandon Stolle         | 4–6, 7–6(7–5), 7–6(7–4) |
| Lyon        | 2000 | Paul Haarhuis Sandon Stolle               | Ivan Ljubičić Jack Waite             | 6–1, 6–7(2–7), 7–6(9–7) |
| Lyon        | 2001 | Daniel Nestor Nenad Zimonjić              | Arnaud Clément Sébastien Grosjean    | 6–1, 6–2                |
| Lyon        | 2002 | Wayne Black Kevin Ullyett (2)             | Mark Knowles Daniel Nestor           | 6–4, 3–6, 7–6(7–3)      |
| Lyon        | 2003 | Jonathan Erlich Andy Ram                  | Julien Benneteau Nicolas Mahut       | 6–1, 6–3                |
| Lyon        | 2004 | Jonathan Erlich (2) Andy Ram (2)          | Jonas Björkman Radek Štěpánek        | 7–6(7–2), 6–2           |
| Lyon        | 2005 | Michaël Llodra Fabrice Santoro (2)        | Jeff Coetzee Rogier Wassen           | 6–3, 6–1                |
| Lyon        | 2006 | Julien Benneteau Arnaud Clément           | František Čermák Jaroslav Levinský   | 6–2, 6–7(3–7), [10–7]   |
| Lyon        | 2007 | Sébastien Grosjean Jo-Wilfried Tsonga     | Łukasz Kubot Lovro Zovko             | 6–4, 6–3                |
| Lyon        | 2008 | Michaël Llodra (2) Andy Ram (3)           | Stephen Huss Ross Hutchins           | 6–3, 5–7, [10–8]        |
| Lyon        | 2009 | Julien Benneteau (2) Nicolas Mahut        | Arnaud Clément Sébastien Grosjean    | 6–4, 7–6(8–6)           |
| Montpellier | 2010 | Stephen Huss Ross Hutchins                | Marc López Eduardo Schwank           | 6–2, 4–6, [10–7]        |
| Montpellier | 2011 | Nu s-a ținut                              | Nu s-a ținut                         | Nu s-a ținut            |
| Montpellier | 2012 | Nicolas Mahut (2) Édouard Roger-Vasselin  | Paul Hanley Jamie Murray             | 6–4, 7–6(7–4)           |
| Montpellier | 2013 | Marc Gicquel Michaël Llodra (3)           | Johan Brunström Raven Klaasen        | 6–3, 3–6, [11-9]        |
| Montpellier | 2014 | Nikolay Davydenko Denis Istomin           | Marc Gicquel Nicolas Mahut           | 6–4, 1–6, [10–7]        |
| Montpellier | 2015 | Marcus Daniell Artem Sitak                | Dominic Inglot Florin Mergea         | 3–6, 6–4, [16–14]       |
| Montpellier | 2016 | Mate Pavić Michael Venus                  | Alexander Zverev Mischa Zverev       | 7–5, 7–6(7–4)           |
| Montpellier | 2017 | Alexander Zverev Mischa Zverev            | Fabrice Martin Daniel Nestor         | 6–4, 6–7(7–3), [10–7]   |
| Montpellier | 2018 | Ken Skupski Neal Skupski                  | Ben McLachlan Hugo Nys               | 7–6(7–2), 6–4           |
| Montpellier | 2019 | Ivan Dodig Édouard Roger-Vasselin (2)     | Benjamin Bonzi Antoine Hoang         | 6–4, 6–3                |
| Montpellier | 2020 | Nikola Ćaćić Mate Pavić (2)               | Dominic Inglot Aisam-ul-Haq Qureshi  | 6–4, 6–7(4–7), [10–4]   |
| Montpellier | 2021 | Henri Kontinen Édouard Roger-Vasselin (3) | Jonathan Erlich Andrei Vasilevski    | 6–2, 7–5                |
| Montpellier | 2022 | Pierre-Hugues Herbert Nicolas Mahut (3)   | Lloyd Glasspool Harri Heliövaara     | 4–6, 7–6(7–3), [12–10]  |
| Montpellier | 2023 | Robin Haase Matwé Middelkoop              | Maxime Cressy Albano Olivetti        | 7–6(7–4), 4–6, [10–6]   |
| Montpellier | 2024 | Sadio Doumbia Fabien Reboul               | Albano Olivetti Sam Weissborn        | 6–7(5–7), 6–4, [10–6]   |
| Montpellier | 2025 | Robin Haase (2) Botic van de Zandschulp   | Tallon Griekspoor Bart Stevens       | 6–7(7–9), 6–3, [10–5]   |